# Byzantinischer Bilderstreit

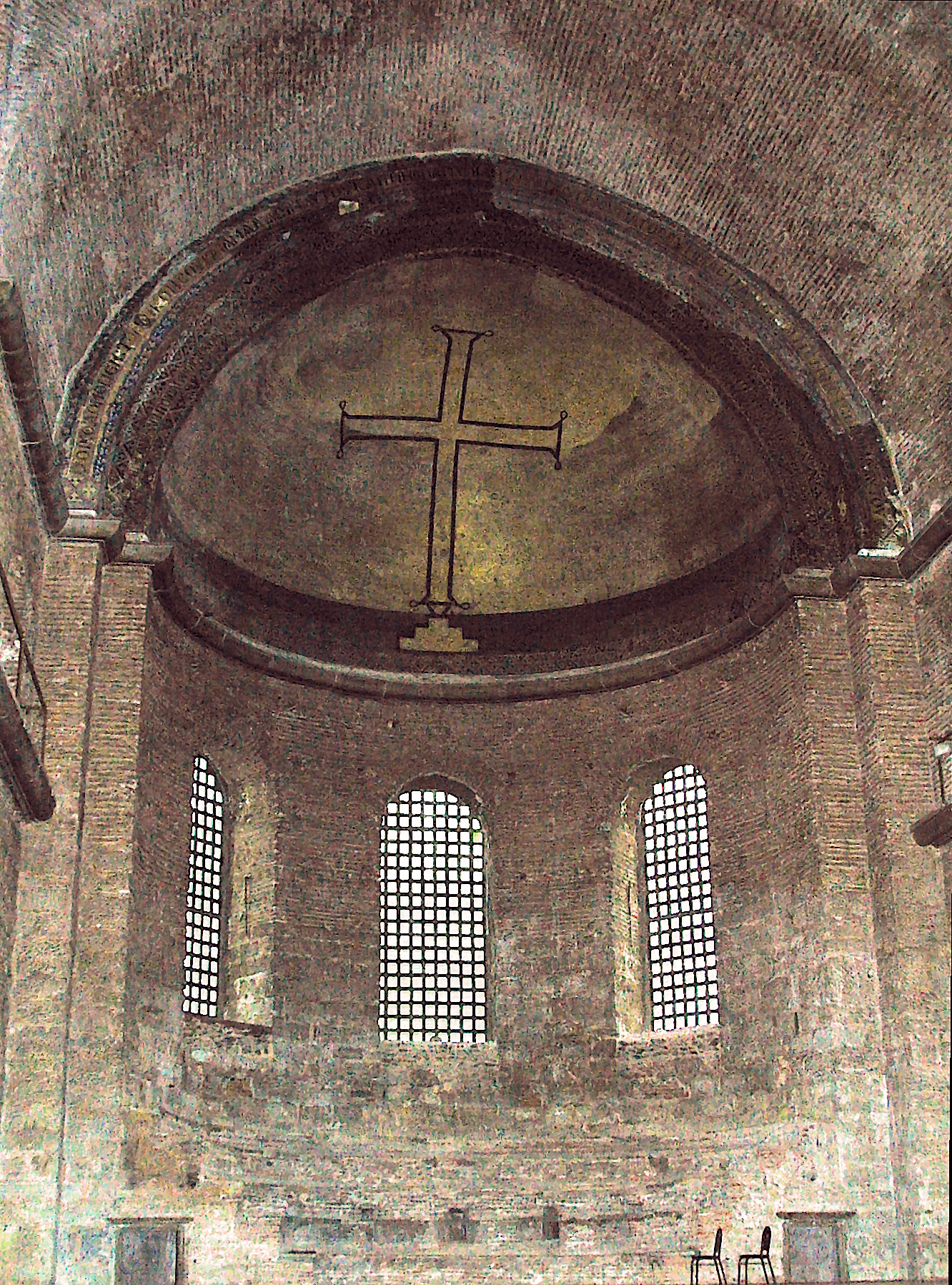
Ein einzigartiges Zeugnis des ikonoklastischen Zeitgeistes befindet sich in der Hagia Irene: Ein einfaches Kreuz ersetzt Ikonen und reichhaltige Mosaike.

Der byzantinische Bilderstreit war eine Zeit der leidenschaftlichen theologischen Debatte in der orthodox-katholischen Kirche und dem byzantinischen Kaiserhaus während des frühen 8. und der Mitte des 9. Jahrhunderts, in der es um den richtigen Gebrauch und die Verehrung von Ikonen ging. Die beiden Parteien wurden in der späteren Betrachtung als Ikonoklasten (Ikonenzerstörer) und Ikonodulen (Ikonenverehrer) bezeichnet.
Jede Bewertung des Bilderstreits wird grundsätzlich durch den Umstand erschwert, dass die Schriften bilderfeindlicher Autoren nach dem Sieg der Ikonodulen von diesen vernichtet wurden. So sind als Quellen fast nur parteiische Darstellungen der Sieger erhalten, die die Motive der Bilderfeinde verzerrt und das Ausmaß der Zerstörungen übertrieben haben könnten. Die moderne Forschung revidiert viele Urteile der älteren Lehrmeinung.

## Ursachen
Über die Ursachen, die zum Bilderstreit führten, wird bis heute gestritten. Verschiedene Thesen werden diskutiert: Vom islamischen Einfluss über das jüdische Gebot „Du sollst dir kein Gottesbild(nis) machen“ bis hin zu persönlichen Motiven byzantinischer Kaiser. Die Theologen unter den Bildergegnern argumentierten unter anderem christologisch: Die Person Christi habe zwei Naturen, eine göttliche und eine menschliche, von denen das Konzil von Chalcedon lehrte, dass sie „ungetrennt“ (griechisch: ἀδιαιρέτως) und „unzerteilt“ (griechisch: ἀχωρίστως) seien. Die göttliche Natur lässt sich nicht umschreiben (griechisch: περιγράφειν), also auch nicht malen. Folglich könne ein Maler nur die menschliche Natur Christi darstellen. Insofern sei eine Christusikone „falsch“, gar häretisch, da in ihr die menschliche von der göttlichen Natur Christi getrennt werde.

## Die erste Phase des Bilderstreits

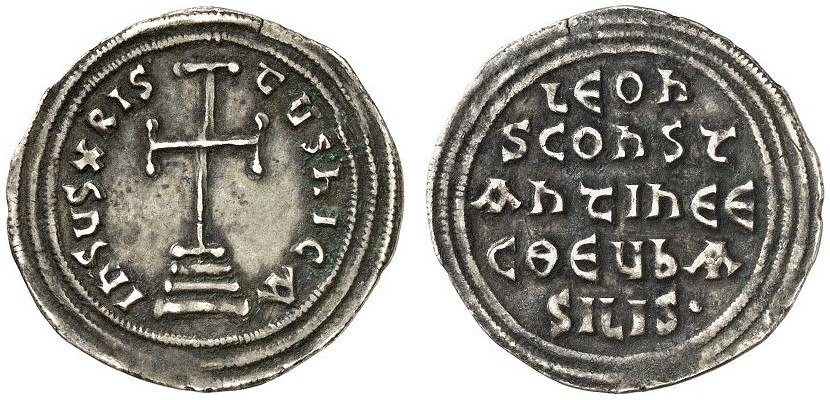
Unter Kaiser Leo III. wird das Miliaresion, eine neue Silbermünze ohne figurale Darstellung, eingeführt. Sie ist das byzantinische Gegenstück zum Dirhem, der vom Kalifen Abd al-Malik 696 eingeführt wurde. Die rein textliche Botschaft wird von einigen Numismatikern ikonoklastisch interpretiert.

In der älteren Forschung wurde Kaiser Leo III. (717–741) als überzeugter Bilderstürmer betrachtet, ausgehend von den überlieferten bilderfreundlichen Quellen. Man mutmaßte, er sei durch seine syrische Herkunft möglicherweise von orientalisch-islamischen Vorstellungen beeinflusst gewesen. Demnach sei Leo III. der Meinung gewesen, dass es unmöglich sei, das „göttliche Wesen“ in Bildern einzufangen (aperigraptos).
Im Jahre 726 (nach anderen Quellen 730) soll er, nach dem Ausbruch des Vulkans von Santorin, durch den ein furchtbares Seebeben in der Ägäis gewütet und der Himmel mehrere Tage verdunkelt war, in einem demonstrativen Akt die große goldene Christusikone am Chalke-Tor seines Kaiserpalastes abgenommen haben. Dies soll gemäß späteren Quellen angeblich zu einem ersten Aufruhr in der Bevölkerung geführt haben. In diesen Kontext wurden früher auch einige Usurpationen eingeordnet (siehe Kosmas und Tiberios Petasius). 730 soll Leo die Verehrung der Ikonen Jesu, Marias und der Heiligen verboten und deren Zerstörung angeordnet haben.
Alle diesbezüglichen Quellen sind sehr problematisch: In den lateinischen Quellen (Liber Pontificalis) sind die Texte spätere Einschübe, während die erhaltenen byzantinischen (bilderfreundlichen) Quellen mit einigem zeitlichen Abstand verfasst wurden. Es ist daher unklar, welche Handlungen Leo tatsächlich unternommen hat. Aufgrund weiterhin guter Beziehungen zum Papsttum und der Tatsache, dass Leo für seine allgemeine Politik offensichtlich Unterstützung bei einem großen Teil der Bevölkerung im Osten des Reiches, insbesondere unter den sich ausbreitenden Paulikianern, in der Armee und in Teilen des Klerus fand, wird die Darstellung der bilderfreundlichen Quellen inzwischen sehr skeptisch betrachtet. Es fehlen belastbare Beweise, dass es ein bilderfeindliches Edikt gegeben hat oder dass sich Leo offiziell und vehement gegen die Ikonen ausgesprochen hat. Die ikonodul gefärbten Quellen verzerren die Betrachtung offenbar größtenteils, denn andere Berichte belegen, dass Ikonen noch im Jahr 727 offen in Konstantinopel gezeigt werden konnten. Leo hat daher wahrscheinlich keine systematische Entfernung von Bildern angeordnet, und seine Politik scheint auf keinen ernsthaften Widerstand gestoßen zu sein.
Es ist aber klar, dass von Leo das Kreuz als Symbol bevorzugt wurde, also ein Symbol, das alle Christen ohne Schwierigkeiten akzeptieren konnten. Leo war durchaus in der Lage, diese neue Politik, wenn er sie denn systematisch betrieben hat, aufgrund seiner persönlichen Popularität und seiner militärischen Triumphe durchzusetzen, denn er hatte das Wohlwollen Konstantinopels durch den Sieg über die Belagerungsarmee des umayyadischen Kalifen (717 bis 718) erworben. Die Berichte des bekennenden Ikonodulen Germanos deuten sogar darauf hin, dass der Konflikt um die Ikonenverehrung nicht von kaiserlicher Seite angestoßen wurde. Es mag Kritik an den Ikonen gegeben haben, aber es fand unter Leo III. wohl kein systematischer Bildersturm statt.
Leos Sohn Konstantin V. (741–775) wurde lange Zeit ebenfalls als scharfer Bilderstürmer betrachtet. Diese Sichtweise ist aber in der neueren Forschung einer differenzierten Betrachtung gewichen. Konstantin V. war offenbar kein Anhänger der Bilderverehrung und wollte diese eindämmen; allerdings sind viele der gegen ihn erhobenen Vorwürfe in den Quellen problematisch und nicht ohne Polemik. Ob es in Konstantins Regierungszeit wirklich zu blutigen Verfolgungen von Bilderverehrern kam, ist fraglich, da fast nur Quellen aus der Sicht der Ikonodulen erhalten sind. Auf das im Jahr 754 vom Kaiser einberufene Konzil von Hiereia, auf dem die Bilderverehrung verurteilt sowie Johannes von Damaskus und Germanos von Konstantinopel exkommuniziert wurden, folgten keine allzu drastischen Maßnahmen, wie dies zu erwarten gewesen wäre. Die tatsächliche Vorgehensweise Konstantins war in Fragen der Religionspolitik wohl weniger hart und stand zudem nicht in Verbindung mit dem Bilderstreit, wie dies aufgrund der tendenziösen, bilderfreundlichen Überlieferung oft angenommen wurde.
Tatsächlich unterstützten mehrere Geistliche die Politik Kaiser Konstantins V. Belege für eine Flucht vor Verfolgung wegen des Ikonoklasmus sind für diese Zeit sehr dürftig. Es ist eher wahrscheinlich, dass Konstantins teils hartes Vorgehen vor allem auf seine politischen Gegner abzielte, die erst im Nachhinein zu Märtyrern der Bilderverehrung verklärt wurden. Vielmehr scheint der Kaiser gegen oppositionelle Gruppen sowie Verschwörer vorgegangen zu sein. Eine kurzzeitige und sehr begrenzte Verfolgung von einigen Mönchen fand wahrscheinlich aus diesen Gründen statt und wurde erst später mit der Religionspolitik des Kaisers in Verbindung gebracht. Ebenso gab es Mönche als Berater des Kaisers, die die Bilderverehrung ablehnten. Dass es keineswegs nur ein negatives Andenken an diesen militärisch sehr erfolgreichen Kaiser gab, beweisen spätere Bezüge auf die ikonoklastischen Kaiser, denen auch die Stabilisierung der Grenzen gelungen war. An dieser Aufgabe scheiterten die kurz darauf nachfolgenden „ikonodulen“ Kaiser zunächst.
Der Nachfolger Konstantins, Leo IV. (775–780), war ebenfalls ein Gegner der Bilderverehrung, aber moderat in der Umsetzung. Seine Frau Irene gehörte zu den Ikonodulen. Spätere Quellen schilderten Leo tendenziös recht negativ, um so den Kontrast zur nachfolgenden bilderfreundlichen Zeit zu verdeutlichen.

## Das Zweite Konzil von Nicäa
Nach dem Tod Leos wurde Irene Regentin für ihren unmündigen Sohn Konstantin VI. Sie beendete die erste Phase des Bilderstreits durch Einberufung des Zweiten Konzils von Nicäa von 787. Im Ergebnis galt die Ikonenverehrung unter Auflagen als erlaubt, jedoch ihre Anbetung ausdrücklich verboten. Man begründete dies mit der Lehre der Inkarnation, wie Johannes von Damaskus sie formuliert hatte: Weil Gott in Jesus Christus Fleisch wurde und eine konkrete, menschliche Gestalt annahm, ist eine körperliche Darstellung möglich. Die Heiligen verkörpern auf ihre individuelle Weise den Heiligen Geist. Christus und die Heiligen konnten nun bildlich dargestellt werden. Dies im Gegensatz zum Zweiten Gebot, das vor der Inkarnation Jesu Christi galt. Jedoch wurde auch beschlossen, dass alle Ikonen mit Aufschriften versehen werden sollen, um eine Verselbstständigung der Ikonenverehrung als Gegenstand, ohne Rücksicht auf den dargestellte Heiligen, zu verhindern. Auch der Papst in Rom, wenngleich die Heiligenbilder seitens der Kurie nie ernsthaft in Frage gestellt worden waren, stellte sich hinter diese Beschlüsse. Im Frankenreich unter Karl dem Großen dagegen riefen die Beschlüsse, die durch eine ungenaue und fehlerhafte Übersetzung als Gebot der Bildanbetung missdeutet worden waren, Widerspruch hervor. Dieser wurde im Capitulare contra synodum erhoben, ausführlich in den Libri Carolini begründet und auf der Synode von Frankfurt, mit Rücksicht auf die päpstliche Haltung, in abgeschwächter Form formuliert. Der Konflikt kam schließlich noch auf der Synode von Paris 825, auf der man deutliche Kritik an der Entscheidung des Papstes Hadrian I. übte, erneut zur Sprache.
Das Zweite Konzil von Nicäa ist offiziell das siebte ökumenische Konzil der Katholischen und Orthodoxen Kirche; im Protestantismus reichen die Ansichten zu diesem Konzil von totaler Ablehnung bis zu Anerkennung unter Vorbehalt.
Die Ikonenverehrung war auch während der Regierung des Nachfolgers der Kaiserin Irene, Nikephoros I. (802–811), und zweier kurzer Regierungsperioden nach ihm gestattet.

## Die zweite Phase des Bilderstreits
Kaiser Leo V. (813–820) leitete 815 eine zweite Phase des Bilderstreits ein, vermutlich auch aufgrund der Erinnerung an die militärischen Erfolge der ikonoklastischen Kaiser, die von den ikonodulen Kaisern nicht wiederholt wurden. Diese Phase wurde wohl zeitweise recht scharf geführt. Anders als in der ersten Phase des Bilderstreits, der nur eine Minderheit betroffen hatte (siehe oben), wurden wohl auch die Provinzen stärker tangiert. Mehrere Kirchenleute unterstützten aber offenbar die neue kaiserliche Politik. Unter Leos Nachfolgern Michael II. und dessen Sohn Theophilos wurde der Bilderstreit fortgesetzt (siehe auch Konzil von Konstantinopel (815)). Allerdings war in erster Linie das öffentliche Bekenntnis zur kaiserlichen Politik von Bedeutung: Es gibt Belege dafür, dass von Bestrafungen abgesehen wurde und die Verehrung kaum gestört wurde, solange dies nicht öffentlich geschah. Das Beispiel des bekennenden Ikonenverehrers Methodios, der ein enger Vertrauter des Kaisers Theophilos wurde, zeigt, dass es keine vollständige Unterdrückung der Bilderverehrer gab. Der Bilderstreit wurde unter Michael III. im Jahr 843 beendet.

## Wiederherstellung der Bilderverehrung
Nach dem Tod des Kaisers Theophilos übernahm dessen Witwe Theodora zusammen mit dem Eunuchen Theoktistos die Regierung für den unmündigen Erben Michael III. Wie Irene 50 Jahre vor ihr, mobilisierte Theodora die Ikonodulen und betrieb 843 die Wiederherstellung der Ikonen auf der Synode von Konstantinopel. Um den Ikonoklasmus endgültig niederzuringen, befahl sie außerdem die Verfolgung und Vernichtung der Paulikianer. Von evangelikaler Seite wird heute in diesen Vorgängen eine Durchsetzung der Bilderverehrung durch Mönche, gegen das einfache Volk, gesehen. Die Sachlage ist aber keineswegs so eindeutig.
Seitdem wird das Dekret von 843 jährlich am ersten Sonntag der Fastenzeit in der orthodoxen Kirche als das Fest der Orthodoxie gefeiert.